# サン・ドメニコ・ディ・ペーザロの祭壇画

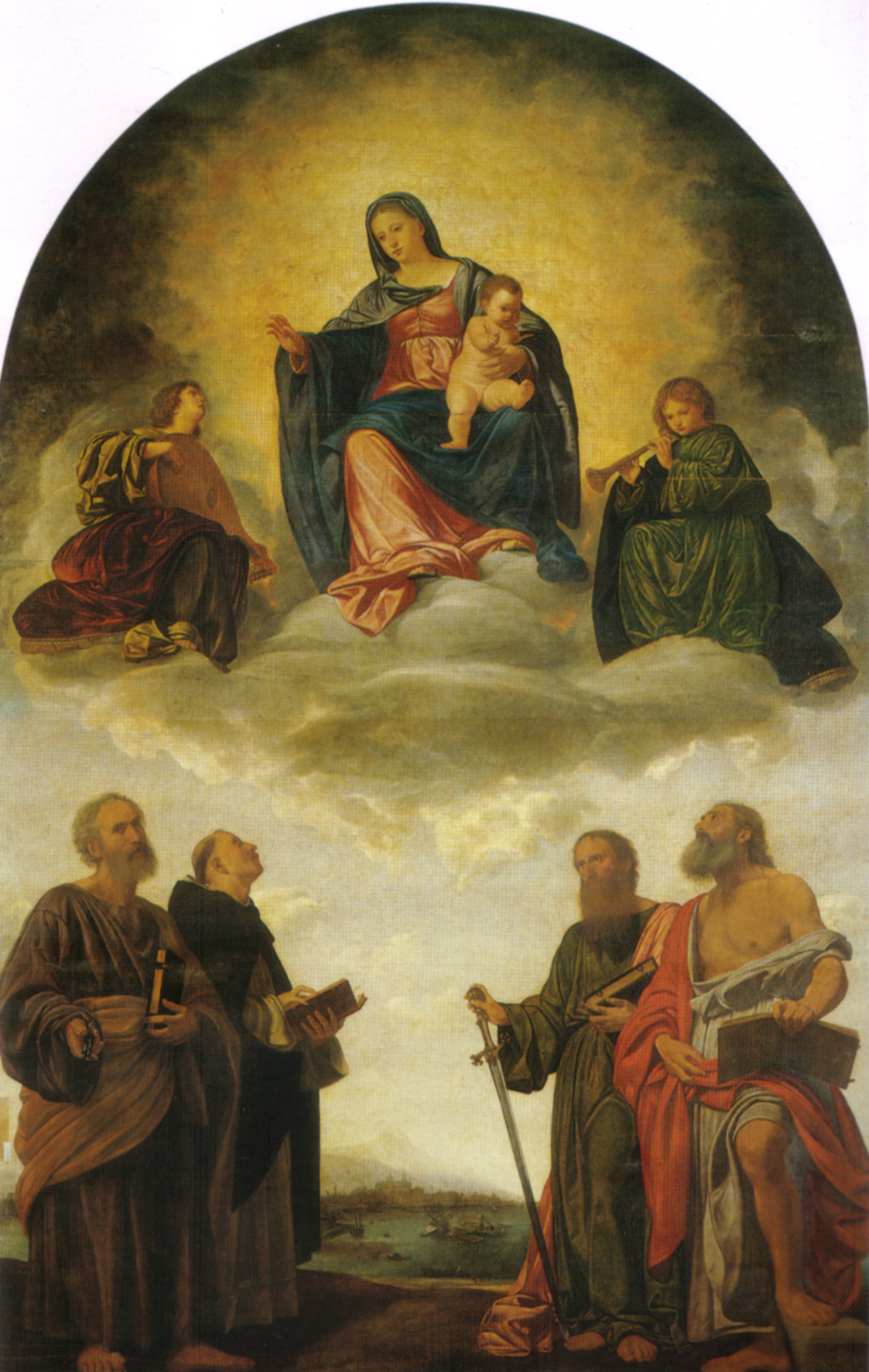
修復以前の作品

『サン・ドメニコ・ディ・ペーザロの祭壇画』（サン・ドメニコ・ディ・ぺーザロのさいだんが、伊:Pala di San Domenico di Pesaro）は、イタリアの盛期ルネサンスの画家、ジョヴァンニ・ジローラモ・サヴォルドによる1524-1526年の板上の油彩画である。現在、ミラノのブレラ美術館に所蔵されている。この作品は、同じくサン・ドメニコ修道院のために制作された、サヴォルドの『エジプトへの逃避途上の休息』（カステルバルコ・アルバーニ・コレクション、ミラノ）と同時期のものである。本作は、2人の天使の奏楽者の間に座っている聖母子を表している。下には、（左から右に）聖ペテロ、聖ドミニコ、聖パウロ、聖ヒエロニムスが表されている。
1524年、ペーザロのサン・ドメニコ修道院のドミニコ会は、数年前にヴェネツィアに定住していたサヴォルドに高祭壇用の大きな祭壇画を依頼した。契約は6月15日に修道院長インノチェンツォ・ダ・ぺーザロにより調印された。依頼にはコーニスのための繰形も含まれ、繰形には『キリストの哀悼』（現在、クリーブランド美術館所蔵の『アリマタヤのヨセフに支えられる死せるキリスト』と同一視される）と、失われたプレデッラ（2点の小品と、殉教者聖ペテロの顔が描かれている壁祭壇の扉で構成されている）があった。
作品は17世紀に解体され、分散した。おそらく1646年頃、教会内部をバロック様式に改修するために取り壊された。表側の碑文には、1797年に中央の板絵が「引き上げられ」、1808年にナポレオンにより修道院が解散させられたときに、フランス当局が作品をブレラ美術館に送ったことが記録されている。その大きさ（5.05 x 2.12 m）のため、世界大戦中を除いて、1808年以降同じ部屋に展示されている。最近の修復も、移動式プラットフォーム上の透明なポリカーボネート製の陳列ケース内で行われ、修復は2005年に終了した。
ブレラ美術館で最も大きな本作は、サヴォルド最大の公的な作品でもある。ロンバルディアの伝統に適った写実主義に、ロレンツォ・ロットとレオナルド・ダ・ヴィンチの影響が加わり、ヴェネツィア派の技法も取り入れられている。画面下部の風景は、ヴェネツィアのフォンダメンテ・ヌオーヴェの眺望である。